# Szerelmes
Szerelmes (1899-ig Lyubise, szlovákul: Ľubiša) község Szlovákiában, az Eperjesi kerület Homonnai járásában.

## Fekvése
Homonnától 10 km-re északra, a Laborc jobb partján fekszik.

## Története
Területe már a kőkorszakban is lakott volt. Ezt bizonyítják az itt 1982-ben előkerült leletek: két szekerce és számos cserépmaradvány, melyek a homonnai múzeumba kerültek.
A mai települést 1410-ben „Libise” néven említik először, de valószínűleg már a 13. század előtt is létezett. Neve a szláv „Libuše” női névből származik. A 15. században a német jog alapján soltész által telepítették be. 1410-ben már a Drugethek homonnai uradalmának része volt. A család kihalása után, a 17. századtól a Csákyak, majd az Andrássyak birtoka.
A 18. század végén Vályi András így ír róla: „LUBISE. Tót falu Zemplén Várm. földes Ura G. Csáky Uraság, lakosai katolikusok, fekszik Laborcza vize mellett, Homonnához egy mértföldnyire, határja ollyan, mint Kohanóczé.”
A falut 1848 márciusáig, a jobbágyság megszüntetéséig a soltész, mint bíró igazgatta.
Fényes Elek 1851-ben kiadott geográfiai szótárában így ír a faluról: „Lyubisse, tót falu, Zemplén vmegyében, a Laborcza mellett, Homonnához északra 1 1/2 mfdnyire: 510 római, 58 görög kath., 15 zsidó lak. Kath. paroch. templom. Vizimalom. Erdő. 651 hold szántóföld. F. u. gr. Csáky. Ut. p. Nagy-Mihály.”
Borovszky Samu monográfiasorozatának Zemplén vármegyét tárgyaló része szerint: „Szerelmes, azelőtt Lyubise. Laborczmenti tót kisközség. Van 85 háza és 424 róm. kath. vallású lakosa. Postája és vasúti megállóhelye Udva, távírója Homonna. A homonnai uradalomhoz tartozott. Újabbkori birtokosai a gróf Csáky és a Pupinszky családok voltak. Most a gróf Andrássyaknak van itt nagyobb birtokuk. 1873-ban a kolera-járvány sok lakosától megfosztotta. Római katholikus temploma 1771-ben épült. Szűz Mária fából faragott szobrát valamelyik Drugeth ajándékozta a templomnak.”
1920 előtt Zemplén vármegye Homonnai járásához tartozott.

## Népessége
| Év:            | 1994. | 2004.   | 2014.   | 2024.   |
| -------------- | ----- | ------- | ------- | ------- |
| Emberek száma: | 798   | 838     | 812     | 819     |
| Eltérés:       |       | +5,01 % | -3,10 % | +0,86 % |

| Év:            | 2023. | 2024.   |
| -------------- | ----- | ------- |
| Emberek száma: | 807   | 819     |
| Eltérés:       |       | +1,48 % |

1910-ben 460, túlnyomórészt szlovák anyanyelvű lakosa volt.
2001-ben 816 lakosából 807 szlovák volt.
2011-ben 839 lakosából 831 szlovák volt.
2021-ben 818 lakosából 800 szlovák, 4 cigány, 4 ruszin, 1 cseh, 1 ukrán, 1 egyéb, 7 ismeretlen nemzetiségű.

## Neves személyek
- Itt született 1930. augusztus 5-én Michal Kováč, a Szlovák Köztársaság 1993-1998 közötti elnöke.
- Itt szolgált Wick Béla (1873-1955) római katolikus pap, tanító, történész.

## Nevezetességei
- Mihály arkangyal tiszteletére szentelt, római katolikus temploma 1771-ben épült klasszicista stílusban.
- A Nepomuki Szent János kápolna a 19. század első felében készült klasszicista stílusban.

## Külső hivatkozások
- Hivatalos oldal
- E-obce.sk Archiválva 2013. október 2-i dátummal a Wayback Machine-ben
- Községinfó
- A község Szlovákia térképén